# Pehr Frigel

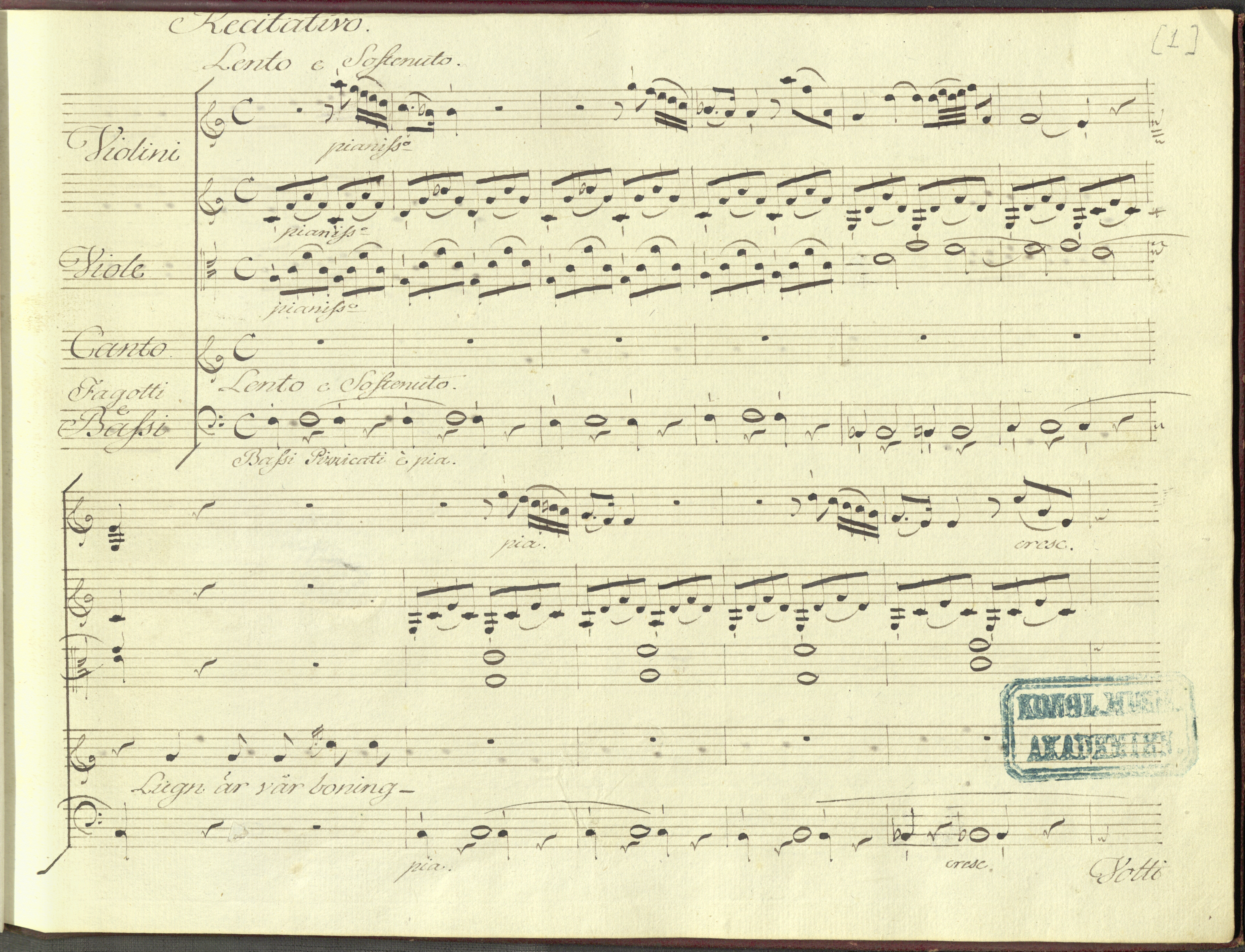
Första notsidan till Pehr Frigels (1750-1842) partitur i autograf till "INAUGURATIONS-MUSIQUE, upförd vid öpnandet af Ett Nytt Tidehvarf uti Sällskapet UTILE DULCI Den 2: Martii MDCCLXXXIV) med libretto av Johan Henric Kellgren (1751-1795).

Pehr Frigel, ursprungligen Frigelius, född den 2 september 1750 i Kalmar, död den 24 november 1842 i Stockholm, var en svensk musiklärare och tonsättare. Han var son till Petrus Frigelius och gift med Margareta Charlotta Bauman samt far till konstnären Christina Andrietta Frigel (1795-1882).

## Utbildning
Redan i sin hemstad Kalmar utvecklade Pehr Frigel goda musikaliska grunder i orgel-, klaver- och violinspel under director musices och organisten Hans Björkman. Han studerade historia och grekiska i Uppsala mellan 1770 och 1776, och blev efter avlagd examen informator hos Johan Liljencrantz. Liljencrantz uppskattade Frigel och hjälpte honom in på den statliga ämbetsmannabanan. Under denna tid studerade Frigel filosofi och teologi för överhovpredikanten Gabriel Rosén. Väl i Stockholm blev Frigel medlem av sällskapet Utile Dulci (troligen 1777). Han kom i kontakt med hovkapellmästarna Francesco Antonio Uttini, Johann Gottlieb Naumann och Joseph Martin Kraus. Den senare undervisade Frigel i komposition och kom att få stort inflytande på Frigels musikaliska stil.

## Yrkesliv
Frigel var medlem i sällskapet Utile Dulci som violinist och fick flera av sina kompositioner spelade där. År 1780 efterträdde han Johan Gustaf Psilanderhielm som "muscalisk directeur" för sällskapet. År 1778 blev han ledamot av Kungliga Musikaliska Akademien.
Frigel var Musikaliska Akademiens sekreterare och bibliotekarie 1797–1841, samt inspektör för undervisningen vid undervisningsverket (föregångaren till Kungliga Musikkonservatoriet) 1811–1834. År 1814 upptog han tjänsten som lärare i musikteori, vilken hade varit obesatt sedan Johan Wikmansons död 1800. Frigel fick en avgörande betydelse för akademiens framtid, som organisatör och initiativtagare till dess viktigaste beslut, samt nya stadgar 1814. 
Från 1812 och några år framåt bidrog Frigel med (osignerade) rapporter om musiklivet i Stockholm till den internationellt betydelsefulla Allgemeine musikalische Zeitung.  Han fick professors namn 1814.
År 1809 och 1810 kallades han till riksdagen för att hjälpa till vid arbetet med en ny koralbok, och 1811–1818 var han ledamot av psalmbokskommittén. Han bidrog själv med förslag till flera koralsättningar, varav några framfördes av Akademiens elevkör vid hans jordfästning.

## Kompositioner
Bland hans tonsättningar märks särskilt oratoriet Försonaren på Oljeberget eller Christi himmelsfärd (uppfört 1815 och 1820), med text av Samuel Ödmann. Oratoriet var mycket uppskattat av samtiden. Kronprinsen Karl Johan avtackade 1815 tonsättaren personligen med en dosa av guld. Verket är omfångsrikt med 24 satser och speltid på ca 1 tim. 45 min. Det är skrivet för fem sångsolister (SSATB), blandad kör (SATB, en sats med dubbelkör SATBSATB) och symfoniorkester (2 fl., 2 ob., 2 kl., 2 (3) fg., 2 trp., 4 hn., 3 trb., pk., stråkar och basso continuo (orgel)) Det finns numera i en modern tryckt utgåva (Edition Gran Tonante, 2009) och har framförts i Kalmar domkyrka vid två tillfällen, 2004 med moderna instrument och 2022 med tidstrogna instrument och stämton (Capella Sveciæ).
Han skrev också operan Zoroaster, några arior till Carl Stenborgs Eremiten, kantater, en symfoni, sånger och en del andra verk.. En utförlig lista över Frigels kompositioner finns i Svenskt biografiskt lexikon, Stockholm 1964-1966.

## Kontakter
Frigel hade många kontakter, både bland svenska och utländska kulturpersonligheter. Akademien har bevarat en stor samling av brev till och från honom. Dessa brev finns nu i Musik- och teaterbiblioteket, tidigare Musikaliska akademiens bibliotek. Enstaka brev från Frigel finns också bevarade på Kungliga biblioteket och Uppsala universitetsbibliotek.